# Onofrio Galeota
Onofrio Galeota (Napoli, 1732 – Napoli, 7 giugno 1802) è stato un patriota italiano.

## Biografia
Nacque a Napoli nel 1732, da una famiglia che probabilmente non aveva nulla a che far con l'illustre casata dei Galeota. Dal 1779 al 1798 scrisse una serie di opuscoli; per dare un'idea della loro qualità, trascriviamo l'intestazione di uno di essi:
Opuscolo contro i Pescivendoli.
Opera appoggiata sotto il titolo dell'educazione medicinale per affrenare gl'iniqui porci mali costumi. La broglia e latrocinio dei primi ladri, porci, scostumati dei Pescivendoli, che svergognano la città di Napoli, che gli forastieri si scandalizzano e dicono che noi Cittadini dovemo mettere l'assisa secondo com'è il pesce, e il Pescivendolo non lo vogliono sentire, e vogliono vendere a gusto loro, e maltrattano i loro prossimi cittadini con loro opere bestialmente appoggiate sopra queste due legge di Natura, iure defentio est Naturae, quod tibi non vis alteri ne feceris, error.
I suoi opuscoli erano a tal punto scipiti che si può considerare come un precursore della televisione. Un lettore finì per esclamare: "Grazie', scinn'a salera", che in italiano sarebbe come dire: "Graziella, portami la saliera". Per un breve periodo, a Napoli fu di moda comporre opuscoli nello stile del Galeota; alcuni di questi sono attribuiti persino all'abate Galiani.
Ebbe l'ardire di presentarsi all'Accademia reale, dove gli fu detto (è lui stesso a raccontarcelo): "Non te pigli scuorno, vieni persino qua a dire che voi essere accademico, noi non ammettiamo ciucci all'accademia".
Verso i sessant'anni si sposò, con una donna analfabeta e senza dote. Fu coinvolto nella repressione che seguì alla rivoluzione del 1799, tant'è vero che Vincenzo Cuoco, nella prima edizione del suo Saggio Storico sulla Rivoluzione Napoletana, ebbe a scrivere: "Fu arrestato Onofrio Galeota. Chi è questo Galeota? È un pazzo, il quale non è ai mattarelli perché la sua pazzia, invece di disgustare, diverte."